# Levu bicolensis
Levu bicolensis är en insektsart som beskrevs av Bernhard Zelazny 1981. Levu bicolensis ingår i släktet Levu och familjen Derbidae. Inga underarter finns listade i Catalogue of Life.